# Emil Hallfreðsson
Emil Hallfreðsson (født 29. juni 1984 i Hafnarfjörður, Island), er en islandsk fodboldspiller (central midtbane/venstre kant). Han spiller for den italienske Serie A-klub Udinese, som han har været tilknyttet siden 2016.

## Klubkarriere
Hallfreðsson startede sin karriere i sin fødeby hos FH, og repræsenterede klubben i tre sæsoner, frem til 2004, hvor han skiftede til engelske Tottenham. Han nåede dog aldrig at spille en Premier League-kamp for klubben, og endte efter et lejeophold hos svenske Malmö FF og en kort periode i Norge hos Lyn i Italien, hvor han skrev kontrakt med Reggina i 2007.
Efter fire år præget af manglende spilletid og udlejninger skiftede Hallfreðsson i 2011 til Hellas Verona. Her nåede han de følgende fire et halvt år, og nåede hele 150 ligakampe. I januar 2016 blev han solgt til Udinese for en pris på ca. 1 million euro.

## Landshold
Hallfreðsson har (pr. maj 2018) spillet hele 63 kampe og scoret ét mål for Islands landshold. Han debuterede for holdet 30. marts 2005 i en venskabskamp mod Italien. Han var en del af den islandske trup, der nåede kvartfinalen ved EM 2016 i Frankrig, og blev også udtaget til VM 2018 i Rusland.